# コマヤグア
コマヤグア (Comayagua) は、ホンジュラス中部の都市。コマヤグア県の県都である。1880年までは何度かホンジュラスの首都となった。人口は9万2883人（2013年）。
1537年12月8日、スペインのコンキスタドールによって建設される。スペインから中央アメリカ連邦が独立した際には、ホンジュラス州の州都であった。ホンジュラス独立後は、コマヤグアを本拠とする保守党とテグシガルパを本拠とする自由党が対立を続け、政権を取った党によって首都は両都市を何度か移動した。1880年、最終的に首都がテグシガルパと決まり、以後コマヤグアが首都となることは無かった。

## 事故・事件
市内の刑務所で、2012年2月14日の夜に原因不明の火災が発生。 定員の約2倍の852人の収容者のうち355人が死亡する惨事となった。刑務所で起きた火災としては世界で最悪。